# Bracon venustus
Bracon venustus är en stekelart som beskrevs av Telenga 1936. Bracon venustus ingår i släktet Bracon och familjen bracksteklar. Inga underarter finns listade.